# Rajd Szwecji 2001
Rezultaty Rajdu Szwecji (50th International Swedish Rally), eliminacji Rajdowych Mistrzostw Świata w 2001 roku, który odbył się w dniach 9–11 lutego. Była to druga runda czempionatu w tamtym roku i pierwsza szutrowa, a także druga w Production World Rally Championship. Bazą rajdu było miasto Karlstad. Zwycięzcami rajdu została fińska załoga Harri Rovanperä i Risto Pietiläinen w Peugeocie 206 WRC. Wyprzedzili oni szwedzką załogę Thomasa Rådströma i Tinę Thörner w Mitsubishi Carismie GT Evo 6 oraz Hiszpanów Carlosa Sainza i Luísa Moyę w Fordzie Focusie WRC. Z kolei w Production WRC zwyciężyli Szwedzi Stig-Olov Walfridsson i Lars Bäckman, jadący Mitsubishi Lancerem Evo VI.
Rajdu nie ukończyło pięciu kierowców fabrycznych. Kierowca Peugeota 206 WRC Fin Marcus Grönholm odpadł na 3. odcinku specjalnym z powodu awarii silnika. Jego partner z zespołu Francuz Didier Auriol zrezygnował z jazdy na 15. odcinku specjalnym na skutek awarii skrzyni biegów. Kierowca Mitsubishi Lancera Evo VI Fin Tommi Mäkinen odpadł na tym 17. oesie na skutek wypadku. Rajdu nie ukończył kierowca Škody Octavii WRC, Niemiec Armin Schwarz, który na 8. odcinku miał wypadek. Kierowca Hyundaia Accenta WRC Brytyjczyk Alister McRae zrezygnował z jazdy na 7. oesie z powodu awarii silnika.

## Klasyfikacja ostateczna
| Miejsce                     | Zawodnik                  | Pilot                     | Samochód                     | Czas                      | Strata                    | Grupa                     | Punkty                    |
| WRC (pierwsza dziesiątka)   | WRC (pierwsza dziesiątka) | WRC (pierwsza dziesiątka) | WRC (pierwsza dziesiątka)    | WRC (pierwsza dziesiątka) | WRC (pierwsza dziesiątka) | WRC (pierwsza dziesiątka) | WRC (pierwsza dziesiątka) |
| --------------------------- | ------------------------- | ------------------------- | ---------------------------- | ------------------------- | ------------------------- | ------------------------- | ------------------------- |
| 1.                          | Harri Rovanperä           | Risto Pietiläinen         | Peugeot 206 WRC              | 3:27:01.1                 |                           | A8                        | 10                        |
| 2.                          | Thomas Rådström           | Tina Thörner              | Mitsubishi Carisma GT Evo VI | 3:27:29.0                 | +27.9                     | A8 M                      | 6                         |
| 3.                          | Carlos Sainz              | Luís Moya                 | Ford Focus WRC               | 3:27:38.1                 | +37.0                     | A8 M                      | 4                         |
| 4.                          | Toni Gardemeister         | Paavo Lukander            | Peugeot 206 WRC              | 3:29:06.4                 | +2:05.3                   | A8                        | 3                         |
| 5.                          | François Delecour         | Daniel Grataloup          | Ford Focus WRC               | 3:29:26.3                 | +2:25.2                   | A8                        | 2                         |
| 6.                          | Petter Solberg            | Phil Mills                | Subaru Impreza WRC           | 3:29:49.6                 | +2:48.5                   | A8 M                      | 1                         |
| 7.                          | Daniel Carlsson           | Benny Melander            | Toyota Corolla WRC           | 3:30:19.3                 | +3:18.2                   | A8                        |                           |
| 8.                          | Kenneth Eriksson          | Staffan Parmander         | Hyundai Accent WRC           | 3:30:36.9                 | +3:35.8                   | A8 M                      |                           |
| 9.                          | Colin McRae               | Nicky Grist               | Ford Focus WRC               | 3:31:29.9                 | +4:28.8                   | A8 M                      |                           |
| 10.                         | Bruno Thiry               | Stéphane Prévot           | Škoda Octavia WRC            | 3:32:24.7                 | +5:23.6                   | A8 M                      |                           |
| PWRC (punktujący zawodnicy) |                           |                           |                              |                           |                           |                           |                           |
| 1. (14.)                    | Stig-Olov Walfridsson     | Lars Bäckman              | Mitsubishi Lancer Evo VI     | 3:37:38.3                 |                           | N4                        | 10                        |
| 2. (17.)                    | Kenneth Bäcklund          | Tord Andersson            | Mitsubishi Lancer Evo VI     | 3:39:27.7                 | +1:49.4                   | N4                        | 6                         |
| 3. (18.)                    | Stig Blomqvist            | Ana Goñi                  | Mitsubishi Lancer Evo VI     | 3:43:58.0                 | +6:19.7                   | N4 TC                     | 4                         |
| 4. (20.)                    | Mats Jonsson              | Johnny Johansson          | Mitsubishi Lancer Evo VI     | 3:46:07.9                 | +8:29.6                   | N4                        | 3                         |
| 5. (23.)                    | Saulius Girdauskas        | Žilvinas Sakalauskas      | Mitsubishi Lancer Evo IV     | 3:55:42.9                 | +18:04.6                  | N4                        | 2                         |
| 6. (26.)                    | Joakim Roman              | Ingrid Mitakidou          | Mitsubishi Lancer Evo V      | 4:02:35.5                 | +24:57.2                  | N4                        | 1                         |

1. ↑  Litera M przy oznaczeniu grupy do której należy samochód oznacza, iż tylko ci kierowcy zdobywali punkty dla swoich zespołów liczonych w klasyfikacji producentów na koniec sezonu.

## Zwycięzcy odcinków specjalnych
| Dzień      | Odcinek | G. rozp. | Nazwa        | Długość  | Zwycięzca       | Czas    | Lider rajdu     |
| ---------- | ------- | -------- | ------------ | -------- | --------------- | ------- | --------------- |
| 1 (9 LUT)  | SS1     | 09:11    | Bjalverud    | 20.73 km | Marcus Grönholm | 11:05.3 | Marcus Grönholm |
| 1 (9 LUT)  | SS2     | 09:39    | Lonnhojden   | 18.81 km | Harri Rovanperä | 10:41.5 | Harri Rovanperä |
| 1 (9 LUT)  | SS3     | 10:30    | Bogen        | 12.77 km | Richard Burns   | 7:31.7  | Thomas Rådström |
| 1 (9 LUT)  | SS4     | 13:10    | Granberget   | 49.36 km | Colin McRae     | 24:55.6 | Thomas Rådström |
| 1 (9 LUT)  | SS5     | 15:44    | Torntorp     | 20.37 km | Colin McRae     | 10:30.0 | Carlos Sainz    |
| 1 (9 LUT)  | SS6     | 16:28    | Sagfallet    | 26.47 km | Colin McRae     | 13:22.3 | Carlos Sainz    |
| 2 (10 LUT) | SS7     | 10:04    | Kullen       | 26.84 km | Colin McRae     | 14:08.9 | Carlos Sainz    |
| 2 (10 LUT) | SS8     | 10:45    | Nyhammar 1   | 27.79 km | Colin McRae     | 14:43.4 | Carlos Sainz    |
| 2 (10 LUT) | SS9     | 13:28    | Fredriksberg | 34.60 km | Colin McRae     | 19:21.7 | Harri Rovanperä |
| 2 (10 LUT) | SS10    | 14:18    | Silkesborg   | 15.30 km | Colin McRae     | 7:52.6  | Harri Rovanperä |
| 2 (10 LUT) | SS11    | 15:49    | Nyhammar 2   | 27.79 km | Tommi Mäkinen   | 14:50.2 | Harri Rovanperä |
| 2 (10 LUT) | SS12    | 17:18    | Lugnet       | 2.00 km  | Harri Rovanperä | 2:00.0  | Harri Rovanperä |
| 3 (11 LUT) | SS13    | 08:46    | Sagen 1      | 14.76 km | Richard Burns   | 7:55.4  | Harri Rovanperä |
| 3 (11 LUT) | SS14    | 09:39    | Rammen 1     | 23.40 km | Richard Burns   | 12:11.8 | Harri Rovanperä |
| 3 (11 LUT) | SS15    | 11:31    | Sagen 2      | 14.76 km | Richard Burns   | 7:54.6  | Harri Rovanperä |
| 3 (11 LUT) | SS16    | 12:24    | Rammen 2     | 23.40 km | Richard Burns   | 12:16.2 | Harri Rovanperä |
| 3 (11 LUT) | SS17    | 14:05    | Hagfors      | 21.20 km | Richard Burns   | 12:26.8 | Harri Rovanperä |

## Klasyfikacja po 2 rundach
Tabele przedstawiają tylko pięć pierwszych miejsc.

### Kierowcy
| Lp. | Kierowca          | Pkt |
| --- | ----------------- | --- |
| 1   | Tommi Mäkinen     | 10  |
| 1   | Harri Rovanperä   | 10  |
| 3   | Carlos Sainz      | 10  |
| 4   | Thomas Rådström   | 6   |
| 5   | François Delecour | 6   |

### Producenci
| Lp. | Producent                    | Pkt |
| --- | ---------------------------- | --- |
| 1   | Marlboro Mitsubishi Ralliart | 23  |
| 2   | Ford Martini                 | 14  |
| 3   | Škoda Motorsport             | 6   |
| 4   | Hyundai Castrol WRT          | 5   |
| 5   | Subaru World Rally Team      | 4   |